# James Frederick Lyon
Sir James Frederick Lyon GCH KCB (* 1775 auf dem Atlantischen Ozean; † 16. Oktober 1842 in Brighton, Sussex) war britischer Generalleutnant und Gouverneur von Barbados.

## Leben
Lyon entstammte einer Nebenlinie des schottischen Clan Lyon und war entfernt mit den Earls of Strathmore and Kinghorne verwandt. Er war der Sohn von James Lyon († 1775) aus dessen Ehe mit Mary Hamilton. Er ist an Bord eines Transportschiffs auf der Heimreise aus Amerika geboren worden. Sein Vater war dort als Captain des 35th Regiment of Foot bei der Schlacht von Bunker Hill ums Leben gekommen. Lyon heiratete Anne Coxe, Tochter von Edward Coxe aus Hampstead und Nichte des Historikers William Coxe.

## Wirken
Am 4. August 1791 trat Lyon als Ensign des 25th (Sussex) Regiment of Foot in die British Army ein. Am 26. April 1793 wurde er zum Lieutenant befördert. Als Führer einer Abteilung seines Regiments nahm er als Marineinfanterie an Bord des Linienschiffs HMS Marlborough im Mai und Juni 1794 unter Admiral Richard Howe an den Seeschlachten der englischen Kanalflotte gegen Frankreich teil. Am 5. April 1795 wurde er zum Captain und am 21. Februar 1799 zum Major befördert.
Nach weiteren verschiedenen Einsätzen nahm er 1801 mit dem 97th Regiment of Foot an der Schlacht bei Alexandria teil. 1802 zum Lieutenant-Colonel befördert nahm er mit diesem Regiment, jetzt als Kommandeur, am Krieg auf der iberischen Halbinsel von 1808 bis 1811 teil. Er erhielt in dieser Zeit eine Medaille und eine Spange für die Schlacht von Vimeiro und die Schlacht von Talavera. An der Schlacht von Buçaco und dem ersten Sieg von Badajoz ist Lyon mit seinem Regiment ebenfalls beteiligt. 1811 wurde er zum Brevet-Colonel ernannt.
Ab Juni 1813 wurde Lyon nach Norddeutschland geschickt. Er unterstützte dort die Aufstellung und Organisation der neuen Armee Hannovers und war dann als Divisionsführer unter Wallmoden am Feldzug in Mecklenburg und Holstein im Herbst 1813, unter anderem auch an der Göhrde, beteiligt. Daran schließt sich der Einsatz bei der Belagerung von Hamburg bis 1814 an. Kurz darauf erfolgte die Beförderung zum Major-General.
Während des Feldzuges 1815 führte er die 6. Brigade der Hannoverschen Armee. An der Schlacht bei Waterloo war die Brigade nicht beteiligt. Sie hatte den Auftrag, Hal zu decken. Nach den Befreiungskriegen vertrat er General von Alten als Oberbefehlshaber der Hannoverschen Armee. In Anerkennung seiner Verdienste wurde er 1815 zum Knight Commander des Order of the Bath sowie zum Knight Commander des Royal Guelphic Order geschlagen. 1817 wurde er zum Knight Grand Cross des Royal Guelphic Order erhoben.
Ab 1817 folgten militärische Führungsaufgaben auf den Inseln über dem Winde. Am 7. September 1829 wurde er zum Colonel des 24th (The 2nd Warwickshire) Regiment of Foot ernannt und blieb das bis zu seinem Tod. 1830 stieg er zum Lieutenant-General auf.
Von 1829 bis 1833 wurde Lyon darüber hinaus als Gouverneur von Barbados eingesetzt. Er hinterließ einen bleibenden Eindruck, denn seiner Zustimmung ist es zu verdanken, dass dort auch farbige Menschen zur Wahl gehen konnten. Zum anderen hat er die Aufbauarbeiten nach einem Hurrikan aus eigener Tasche finanziert.
Im Jahr 2006 ist ihm zu Ehren eine Briefmarke ausgegeben worden.